# Gloster Aircraft Company
Gloster Aircraft Company fue un constructor de aviones británico entre 1917 y 1963.
Fundada como Gloucestershire Aircraft Company Limited durante la Primera Guerra Mundial, con las actividades de construcción aeronáutica de H.H. Martyn & Co. de Cheltenham, Inglaterra, produjo cazas durante la guerra. Posteriormente, cambió de nombre debido a la dificultad de pronunciación de "Gloucestershire" para los extranjeros. Posteriormente, pasó a formar parte del grupo Hawker Siddeley y el nombre Gloster desapareció en 1963.
Gloster diseñó y construyó varios cazas que equiparon a la Real Fuerza Aérea británica (RAF) durante el período de entreguerras, incluyendo el Gladiator, el último caza biplano de la RAF. La compañía construyó la mayor parte de la producción de Hawker Hurricane y Hawker Typhoon durante la guerra para su empresa matriz, Hawker Siddeley, mientras su oficina de diseño trabajaba en el primer avión a reacción británico, el avión experimental E.28/39. A este le siguió el Meteor, el primer caza a reacción de la RAF y el único caza a reacción aliado en entrar en servicio durante la Segunda Guerra Mundial.

## Historia

### 1917 - Formación

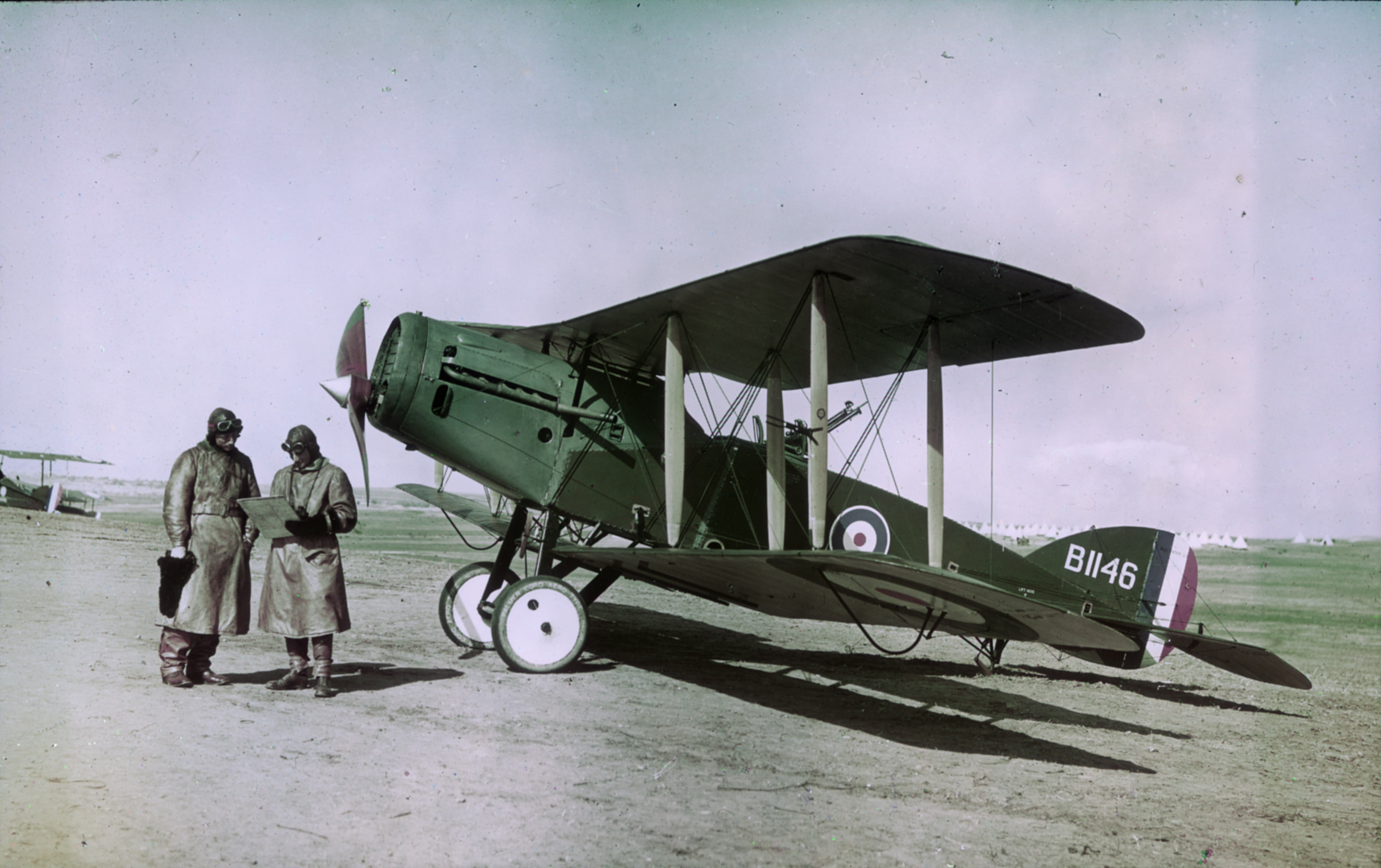
Un Bristol F.2B Fighter del Escuadrón No. 1, Cuerpo Aéreo Australiano, pilotado por Ross Smith en Palestina, febrero de 1918.

En 1917, en medio de la Primera Guerra Mundial, se constituyó la Gloster Aircraft Company Limited bajo el nombre de The Gloucestershire Aircraft Company Limited. En el momento de su creación, sus propietarios eran Hugh Burroughes (1884-1985) y H.H. Martyn & Co. Limited, quienes poseían una participación del 50 por ciento entre ellos, y el constructor de aeronaves Airco poseía el otro 50 por ciento. En el consejo de la empresa estaban A.W. Martyn, Burroughes y George Holt Thomas de Airco. La firma adquirió rápidamente las actividades de fabricación de componentes de aeronaves que anteriormente llevaba a cabo H.H. Martyn & Co. para el esfuerzo bélico con el fin de realizar trabajos subcontratados de Airco; la provisión de capacidad de producción adicional había sido un factor motivador importante para la participación de Airco en la fundación de la empresa. H.H. Martyn eran ingenieros arquitectónicos y habían producido artículos como hélices antes de pasarse a fuselajes completos para Airco.
La empresa alquiló instalaciones en Sunningend, Cheltenham, Gloucestershire, para que sirvieran como fábrica. Para la primavera de 1918, la compañía producía 45 aviones nuevos Bristol Fighter por semana.
A medida que aumentaban los encargos de aeronaves, se contrataron otras empresas en el distrito de Gloucester y Cheltenham para realizar trabajos. Cuando fuera necesario volar, las aeronaves se transportarían (con las alas desmontadas) a un parque de aceptación de aeronaves de la Junta Aérea recién formado en Brockworth, a 11 km en transporte motorizado. Aunque la compañía utilizó el aeródromo de Brockworth, no contó con hangares hasta 1921, fecha en la que alquiló parte de uno de ellos a la Junta Aérea. Poco a poco, Gloucester trasladó su base operativa al emplazamiento de Brockworth.

### 1919 - Periodo de entreguerras

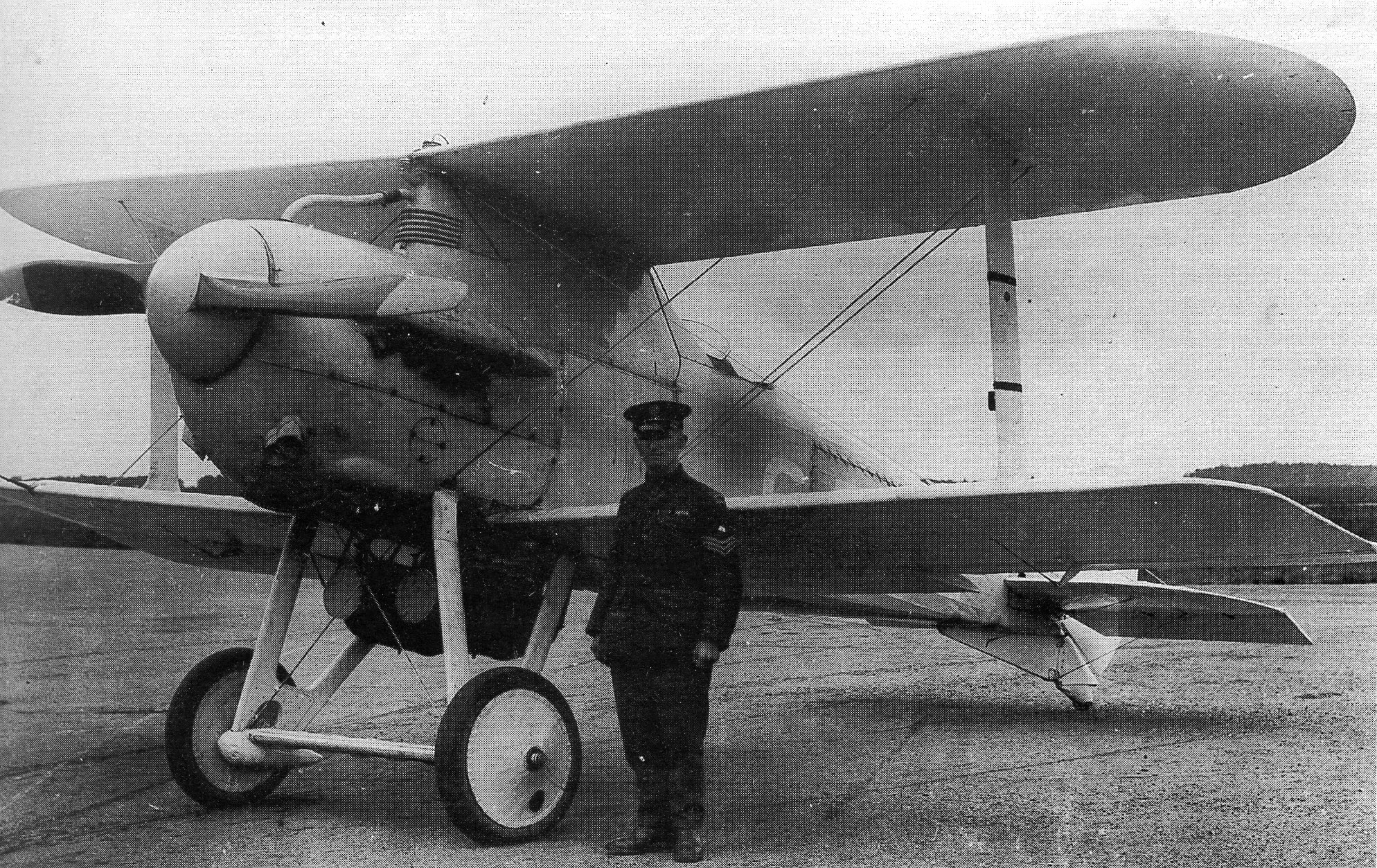
El Gloster Mars, un derivado del Nieuport Nighthawk.

Tras el armisticio del 11 de noviembre de 1918 y el fin de la Primera Guerra Mundial, la empresa sufrió pérdidas financieras por el colapso de Airco, recibiendo sólo una compensación parcial por la cancelación de los pedidos de producción pendientes. En 1920, tras el cierre del constructor de aviones británico rival Nieuport & General, la empresa contrató los servicios de su antiguo diseñador jefe, Henry Folland (1889-1954); también adquirió los derechos del caza Nieuport Nighthawk y varios componentes de aviones sin ensamblar.
En diciembre de 1926, se decidió cambiar el nombre de la empresa a una forma simplificada: Gloster Aircraft Company. Se informó que esto fue debido a los clientes de fuera del Reino Unido les resultaba más fácil de pronunciar y escribir. Normalmente, los residentes y empleados locales se referían a la empresa simplemente como GAC.
Con la transición a la construcción en metal, la fábrica de Sunningend pronto se consideró inadecuada; por lo tanto, en 1928, Gloster compró el aeródromo de Brockworth, incluidos todos los hangares adyacentes y las oficinas vecinas.
En 1934, Gloster fue adquirida por otro constructor de aeronaves británico, Hawker Aircraft. A pesar de este cambio de propietario, la compañía continuó produciendo aviones bajo su propia marca. Ese mismo año, Gloster produjo uno de sus aviones más famosos, el biplano Gladiator. La fusión en 1935 de Hawker Aircraft y los intereses de J.D. Siddeley (Armstrong Siddeley y Armstrong Whitworth Aircraft) convirtió a Gloster en parte de Hawker Siddeley Aircraft, Ltd.

### 1939 - Segunda Guerra Mundial

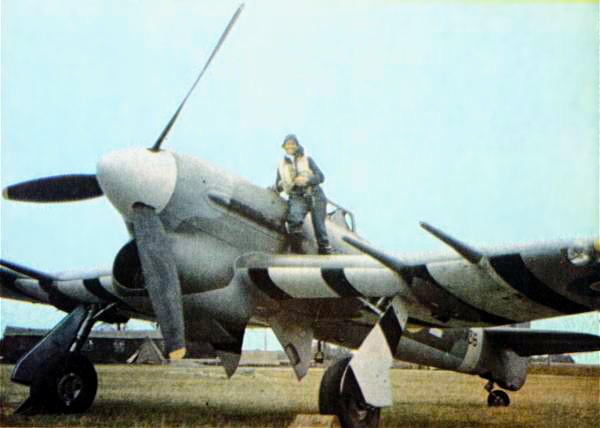
Hawker Typhoon en tiempos de guerra, con franjas de identificación blancas y negras bajo las alas.

Al estallar la Segunda Guerra Mundial, la empresa carecía de diseños modernos propios en producción, pero contaba con una importante experiencia e instalaciones de producción. Por ello, Gloster se encargó de la fabricación de aviones diseñados por Hawker para equipar a la RAF en nombre de su empresa matriz. Durante 1939, la compañía construyó 1000 Hawker Hurricane en los primeros 12 meses del conflicto; Gloster entregó el último de sus 2750 Hurricane en 1942. Tras finalizar la producción del modelo, se decidió fabricar el nuevo Hawker Typhoon en su lugar. Gloster construyó un total de 3300 ejemplares, casi la totalidad del modelo.

### 1941 - Llegada del turborreactor

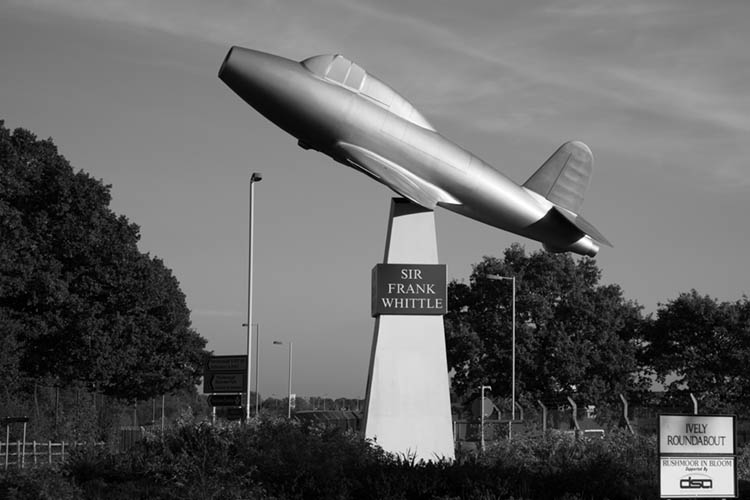
Monumento conmemorativo a Frank Whittle que muestra un modelo a escala real del Gloster E.28/39.

Frank Whittle conoció al diseñador y a los pilotos de pruebas de Gloster en abril de 1939, tras lo cual el Ministerio del Aire se puso en contacto oficialmente con él. Dado que ninguna aeronave existente era apta para la adaptación del nuevo motor a reacción, y que Gloster no tenía mucha carga de trabajo en su departamento de diseño, a principios de 1940 Gloster recibió un contrato para diseñar y construir el primer avión a reacción de Gran Bretaña. Dos fuselajes se construyeron en secreto. Debido al riesgo de bombardeo, uno de los aviones se construyó fuera de Brockworth, en Regent Motors Cheltenham.
El 15 de mayo de 1941, el primer vuelo de pruebas oficial del Gloster E.28/39 W 4041/G con motor turborreactor, inventado por Sir Frank Whittle, despegó desde RAF Cranwell (las pruebas de rodaje anteriores, en las que el E.28/39 despegó brevemente y, por lo tanto, "voló", se llevaron a cabo en el aeródromo de la compañía en Brockworth).
Aunque el E.28/39 podía, en teoría, utilizarse como caza, se requería un diseño específico, y Gloster comenzó a trabajar en un avión a reacción bimotor. Una vez que el E.28/39 voló, el Estado Mayor del Aire ordenó a Gloster que suspendiera los trabajos en su caza nocturno F.18/40 (se podrían adaptar otros aviones para reemplazarlo) para concentrarse en el caza a reacción. El diseño a reacción se convirtió en el Gloster Meteor, el único avión a reacción empleado en combate por las Fuerzas Aliadas durante la Segunda Guerra Mundial.
El Meteor, que voló por primera vez con la RAF en 1943, comenzó a operar a mediados de 1944, sólo unas semanas después que el primer avión a reacción operativo del mundo, el Messerschmitt Me 262 alemán. Fundamentalmente, se convirtió en el primer avión de la RAF con una velocidad máxima lo suficientemente alta como para poder volar junto a las bombas volantes V1 e inclinarlas por el ala, impidiendo así que el giroscopio de las V1 pudiera recuperarse. Esto provocaba que las V1 se estrellaran prematuramente en campo abierto, antes de poder llegar a Londres.

### 1945 - Establecimiento de récords mundiales de velocidad

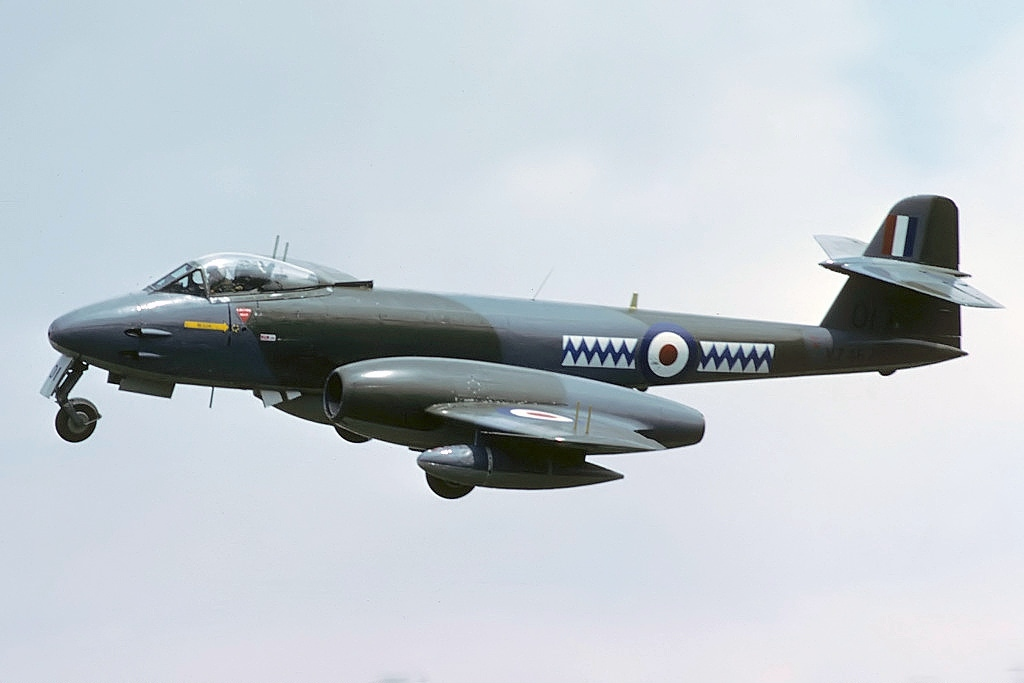
Meteor F.8 en vuelo en RAF Greenham Common, mayo de 1986.

En 1945, un prototipo Meteor F Mk.4, despojado de armamento, logró un récord mundial de velocidad de 975 km/h, con el capitán de grupo H. Wilson a los mandos. A principios de 1946, se utilizó otro prototipo F Mk.4 para establecer un récord mundial de velocidad aérea de velocidad verdadera de 991 km/h,  con el capitán de grupo "Teddy" Donaldson volando el Meteor altamente modificado, apodado "Yellow Peril" ("Peligro Amarillo"). El segundo piloto del Destacamento de Alta Velocidad, Bill Waterton, alcanzó las 614 mph. Durante el intento de récord, Donaldson se convirtió en el primer hombre en romper los barrera de los 1000 km/h, ganando el Trofeo Britannia y una barra para su AFC. Los Meteor permanecieron en servicio en varias fuerzas aéreas durante muchos años y participaron en la guerra de Corea con la Real Fuerza Aérea Australiana (RAAF). Finalmente, los Gloster Meteor, en sus versiones de caza, entrenador y caza nocturno, estuvieron en servicio operativo en 12 naciones.

### 1947 - El apogeo de Gloster

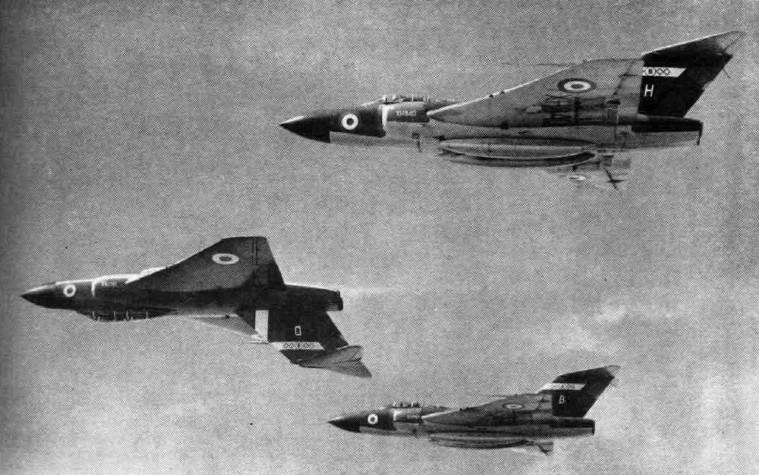
Javelin FAW.7 del Escuadrón No. 64 de la RAF en 1959.

Durante el apogeo de Gloster, en 1947, el piloto de pruebas Janusz Zurakowski trabajó como piloto experimental. En los años siguientes, se convirtió en uno de los pilotos experimentales y acrobáticos más famosos del mundo. Desarrolló una nueva maniobra acrobática, la "Voltereta Zurabática", que cautivó al público al suspender el prototipo Gloster Meteor G-7-1 que pilotaba en una voltereta vertical en el Salón Aeronáutico de Farnborough de 1951. Una maniobra que el locutor declaró "¡Imposible!". Durante un breve periodo como piloto jefe de pruebas, probó las numerosas versiones experimentales de los cazas Gloster Meteor, Javelin y E.1/44. Durante la época de Gloster, "Zura", como se le conocería posteriormente, estableció un récord internacional de velocidad: Londres-Copenhague-Londres, del 4 al 5 de abril de 1950, con la orden de Gloster de vender el avión a la Fuerza Aérea Danesa.
En 1952, se desarrolló el Gloster Javelin, un avión de caza biplaza con alas en delta, que podía volar a más de 15 000 m de altitud a casi la velocidad del sonido. Este moderno avión resultó ser demasiado pesado para despegar desde el corto aeródromo de Brockworth, por lo que se equipó al mínimo indispensable y se le asignó una carga de combustible muy pequeña. Posteriormente, realizó un vuelo corto hasta RAF Moreton Valence, a 11 km al suroeste, donde se completaría el avión. Fue esta deficiencia de instalaciones, junto con la racionalización de la industria aeronáutica británica, lo que llevaría a la desaparición de Gloster. Un callejón sin salida fue el trabajo realizado (junto con otras ocho empresas británicas) en el diseño de un avión según las mismas rigurosas especificaciones del Ministerio que dieron origen al BAC TSR-2. El contrato se adjudicó a BAC, pero el gobierno de Wilson canceló el proyecto TSR-2.

### Década de 1960 - Desaparición
En 1961, la empresa se fusionó con Armstrong Whitworth Aircraft Limited para formar Whitworth Gloster Aircraft Limited. Tras otra reorganización, la firma pasó a formar parte de la división Avro Whitworth de Hawker Siddeley Aviation en 1963, y el nombre Gloster desapareció cuando Hawker Siddeley renombró su línea de productos con su propio nombre. A finales de la década de 1960 y principios de la de 1970, Saunders-Roe Folly Works, entonces propiedad de Hawker Siddeley, se fusionó con la fábrica de Gloster para formar Gloster-Saro, utilizando la experiencia de ambas empresas en el conformado de aluminio para producir aparatos contra incendios y camiones cisterna en la fábrica de Gloster en Hucclecote, principalmente basados en chasis Reynolds-Boughton. En 1984, Gloster Saro adquirió el negocio de camiones cisterna contra incendios del grupo Chubb y la empresa se fusionó en 1987 con Simon Engineering para formar Simon Gloster Saro. Con el tiempo, la empresa se utilizó para fabricar buques cisterna de combustible tanto de aleación como, más tarde, de fibra de vidrio para empresas como Shell/BP.
El sitio de Brockworth se vendió en 1964. En los últimos años, la pista y los edificios antiguos fueron demolidos y reemplazados por polígonos industriales y edificios de oficinas modernos estándares.

## Productos
- Gloster Mars, 1921: biplano de carreras monoplaza posteriormente modificado como Gloster I.
- Gloster Sparrowhawk, 1921.
- Gloster Mars VI (Nighthawk), 1922.
- Gloster Mars X (Nightjar), 1922.
- Gloster Gannet, 1923: biplano ultraligero monoplaza.
- Gloster Grebe, 1923: biplano de caza diurno monoplaza.
- Gloster Grouse, 1923.
- Gloster Gorcock, 1924: biplano de caza monoplaza experimental.
- Gloster II, 1924: biplano monoplaza de carreras.
- Gloster III, 1925: biplano de carreras monoplaza.
- Gloster Gamecock, 1925: biplano interceptor monoplaza diurno y nocturno.
- Gloster Guan, 1925: biplano de caza monoplaza experimental de gran altitud.
- Gloster Goral, 1926: biplano biplaza de uso general.
- Gloster Goring, 1926: biplano torpedero/bombardero diurno biplaza.
- Gloster IV, 1927: biplano de carreras monoplaza.
- Gloster Goldfinch, 1927: biplano de caza monoplaza de gran altitud, diurno y nocturno.
- Gloster Gambet, 1927: biplano de caza monoplaza de aterrizaje en cubierta.
- Gloster Gnatsnapper, 1928: biplano de caza monoplaza de aterrizaje en cubierta.
- Gloster VI, 1929: monoplano de carreras monoplaza (poseedor del récord mundial de velocidad absoluta durante unas pocas horas en 1929).
- Gloster AS.31 Survey, 1929: biplano biplaza de reconocimiento fotográfico.
- Gloster TC.33, 1932: biplano de transporte y bombardero de cuatro motores.
- Gloster TSR.38, 1932: biplano de tres plazas de torpedeo, observación y reconocimiento.
- Gloster Gauntlet, 1934: biplano monoplaza de caza diurno y nocturno.
- Gloster Gladiator, 1934: biplano de caza diurno monoplaza.
- Gloster F.5/34, 1937: prototipo monoplano de caza diurno monoplaza.
- Gloster F.9/37, 1939: prototipo de caza pesado bimotor.
- Gloster E.28/39, 1941: el primer avión británico con motor a reacción.
- Gloster Meteor, 1944: caza diurno monoplaza, el único avión a reacción aliado que entró en acción durante la Segunda Guerra Mundial.
- Gloster E.1/44, 1948: prototipo de caza diurno monoplaza.
- Gloster Javelin, 1954: caza a reacción biplaza para todo tipo de clima.
- Gloster Meteor F.8 "Prone Pilot", 1954: versión experimental del Meteor.

## Pilotos de pruebas jefe
- 1927-1935 Howard Saint
- 1935-1942 Gerry Sayer
- 1942-1944 Michael Daunt
- 1945-1946 Eric Greenwood
- 1947-1954 William Arthur Waterton
- 1953-1960 Richard Frewen Martin
- 1960-1961 Geoffrey Worrall